# Sóc chuột California
Sóc chuột California (Neotamias obscurus) là một loài động vật có vú trong họ Sóc, bộ Gặm nhấm. Loài này được J. A. Allen mô tả năm 1890. Chúng được tìm thấy ở vùng Baja California (México) và Nam California (Mỹ).